# Ixpatlach, San Martín Chalchicuautla
Ixpatlach är en ort i Mexiko.   Den ligger i kommunen San Martín Chalchicuautla och delstaten San Luis Potosí, i den sydöstra delen av landet, 220 km norr om huvudstaden Mexico City. Ixpatlach ligger 251 meter över havet och antalet invånare är 184.
Terrängen runt Ixpatlach är lite kuperad. Runt Ixpatlach är det ganska tätbefolkat, med 80 invånare per kvadratkilometer. Närmaste större samhälle är Tamazunchale, 13,8 km sydväst om Ixpatlach. I omgivningarna runt Ixpatlach växer huvudsakligen savannskog.